# Athos Valsecchi

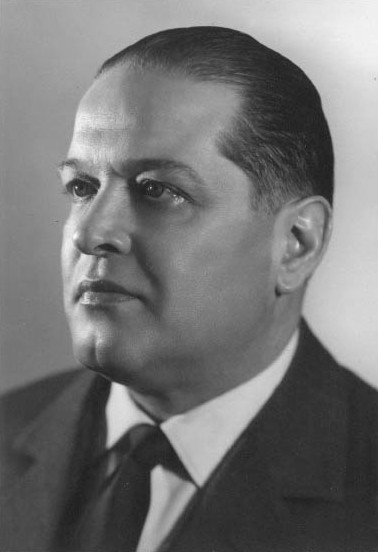
Athos Valsecchi

Athos Valsecchi (* 26. November 1919 in Gravedona, Provinz Como; † 21. Juli 1985 in Rom) war ein italienischer Politiker der Democrazia Cristiana (DC), der zwischen 1948 und 1963 Mitglied der Abgeordnetenkammer (Camera dei deputati) sowie von 1963 bis 1976 Mitglied des Senats (Senato della Repubblica) war. Er war ferner mehrmals Minister und unter anderem Finanzminister sowie Gesundheitsminister Italiens. Zeitweilig war er zudem auch Mitglied des Europäischen Parlaments.

## Leben

### Mitglied der Abgeordnetenkammer und Unterstaatssekretär
Athos Valsecchi schloss ein Studium mit einem Laurea in lettere ab und war danach als Lehrer sowie Publizist tätig. Am 1. Juni 1948 wurde er in der Provinz Como für die Democrazia Cristiana (DC) erstmals Mitglied der Abgeordnetenkammer (Camera dei deputati). In der zweiten Legislaturperiode fungierte er zwischen dem 16. Dezember 1955 und dem 11. Juni 1958 als Vizepräsident des Ausschusses für Finanzen und Schatz (IV Commissione (Finanze e Tesoro)). In der dritten Legislaturperiode war er im Kabinett Fanfani II zwischen dem 3. Juli 1958 und dem 15. Februar 1959 Unterstaatssekretär im Haushaltsministerium (Sottosegratario di Stato al Bilancio) sowie im anschließenden Kabinett Segni II vom 19. Februar 1959 bis zum 25. März 1960 Unterstaatssekretär im Finanzministerium (Sottosegratario di Stato alle Finanze). Danach bekleidete er zwischen dem 6. Juli 1960 und dem 15. Mai 1963 die Funktion als Präsident des Ausschusses für Finanzen und Schatz. Zugleich war er zwischen 1958 und 1959 auch Mitglied des Europäischen Parlamentes.

### Senator und Minister
Valsecchi, der zwischen 1951 und 1956 sowie erneut von 1964 bis 1970 auch Bürgermeister von Chiavenna sowie zeitweise Präsident des Konsortiums des Gebirgseinzugsgebietes BIM (Bacino imbrifero montano) der Adda war, wurde in der vierten Legislaturperiode am 28. April 1963 für die DC Mitglied des Senats (Senato della Repubblica). In der Folgezeit war er erneut Unterstaatssekretär im Finanzministerium im Kabinett Moro I vom 8. Dezember 1963 bis zum 21. Juli 1964, im Kabinett Moro II zwischen dem 25. Juli 1964 und dem 22. Februar 1966 sowie im Kabinett Moro III vom 26. Februar 1966 bis zum 23. Juni 1968. In der fünften Legislaturperiode war er zwischen dem 26. Juni und dem 11. Dezember 1968 im Kabinett Leone II Unterstaatssekretär im Amt des Ministerpräsidenten (Sottosegretario di Stato alla Presidenza del Consiglio dei ministri) Im darauf folgenden Kabinett Rumor I übernahm er erstmals ein Ministeramt und bekleidete zwischen dem 12. Dezember 1968 und dem 4. August 1969 das Amt des Ministers für Landwirtschaft und Forsten (Ministro dell’agricoltura e delle foreste). Danach fungierte er im Kabinett Rumor II vom 5. August bis zum 26. März 1970 als Minister für Post und Telekommunikation (Ministro delle poste e delle telecomunicazioni). Im Kabinett Andreotti I wiederum war er zwischen dem 17. Februar und dem 24. Juni 1972 Gesundheitsminister (Ministro della sanità).
Valsecchi war des Weiteren Präsident der Nationalen Föderation der Berggebiete FEDERBIM (Federazione nazionale dei consorzi di bacino imbrifero montano) sowie Präsident des Provinzverbandes der Direktanbauer von Sondrio (Federazione provinciale dei coltivatori diretti di Sondrio). In der sechsten Legislaturperiode bekleidete er schließlich vom 26. Juni 1972 bis zum 5. Juli 1973 im Kabinett Andreotti II das Amt des Finanzministers (Ministro delle finanze). Am 4. Juli 1976 schied er aus dem Senat aus. Aus seiner mit Marisa Gallegioni in Chiavenna 1948 geschlossenen Ehe gingen drei Kinder hervor.